# Daniela Silivaşová
Viorica Daniela Silivaș-Harperová (* 9. května 1972 Deva) je bývalá rumunská sportovní gymnastka, trojnásobná olympijská vítězka a sedminásobná mistryně světa.
Narodila se v roce 1972, rumunští funkcionáři však uváděli jako její rok narození 1970, aby dříve splnila věkový limit pro start v seniorských soutěžích. Svůj skutečný věk Silivașová prozradila až v roce 2002. Trénovala pod vedením Bély Károlyiho v národním tréninkovém centru v rodném městě Deva. V roce 1984 se stala juniorskou mistryní Evropy na kladině, o rok později debutovala na mistrovství světa ve sportovní gymnastice, kde vyhrála soutěž na kladině, s družstvem získala stříbrnou medaili a ve víceboji byla sedmá. Na MS vyhrála bradla (ex aequo s Dörte Thümmlerovou z NDR), prostná a soutěž družstev, na MS 1989 bradla (s Číňankou Fan Ti), prostná a kladinu. Na mistrovství Evropy ve sportovní gymnastice 1987 získala čtyři zlaté medaile (víceboj, prostná, kladina, bradla), na ME 1989 se o prvenství v prostných dělila se sovětskou reprezentantkou Světlanou Boginskou. Na olympiádě 1988 v Soulu získala medaili ve všech šesti disciplínách: zlato na kladině, bradlech a v prostných, stříbro ve víceboji jednotlivkyň i družstev a bronz v přeskoku. V průběhu olympijských soutěží získala za sedm svých sestav nejvyšší možné hodnocení, deset bodů.
Kariéru ukončila po zranění kolene v roce 1990, kvůli rozpadu státem řízené gymnastické přípravy v Rumunsku se odstěhovala do USA, kde pracovala jako trenérka. Provdala se za sportovního manažera Scotta Harpera, mají dva syny a dceru. V roce 2002 byla uvedena do Mezinárodní gymnastické síně slávy.